# Lagostrophus fasciatus
Lagostrophus fasciatus là một loài động vật có vú trong họ Macropodidae, bộ Hai răng cửa. Loài này được Peron & Lesueur mô tả năm 1807.

## Hình ảnh

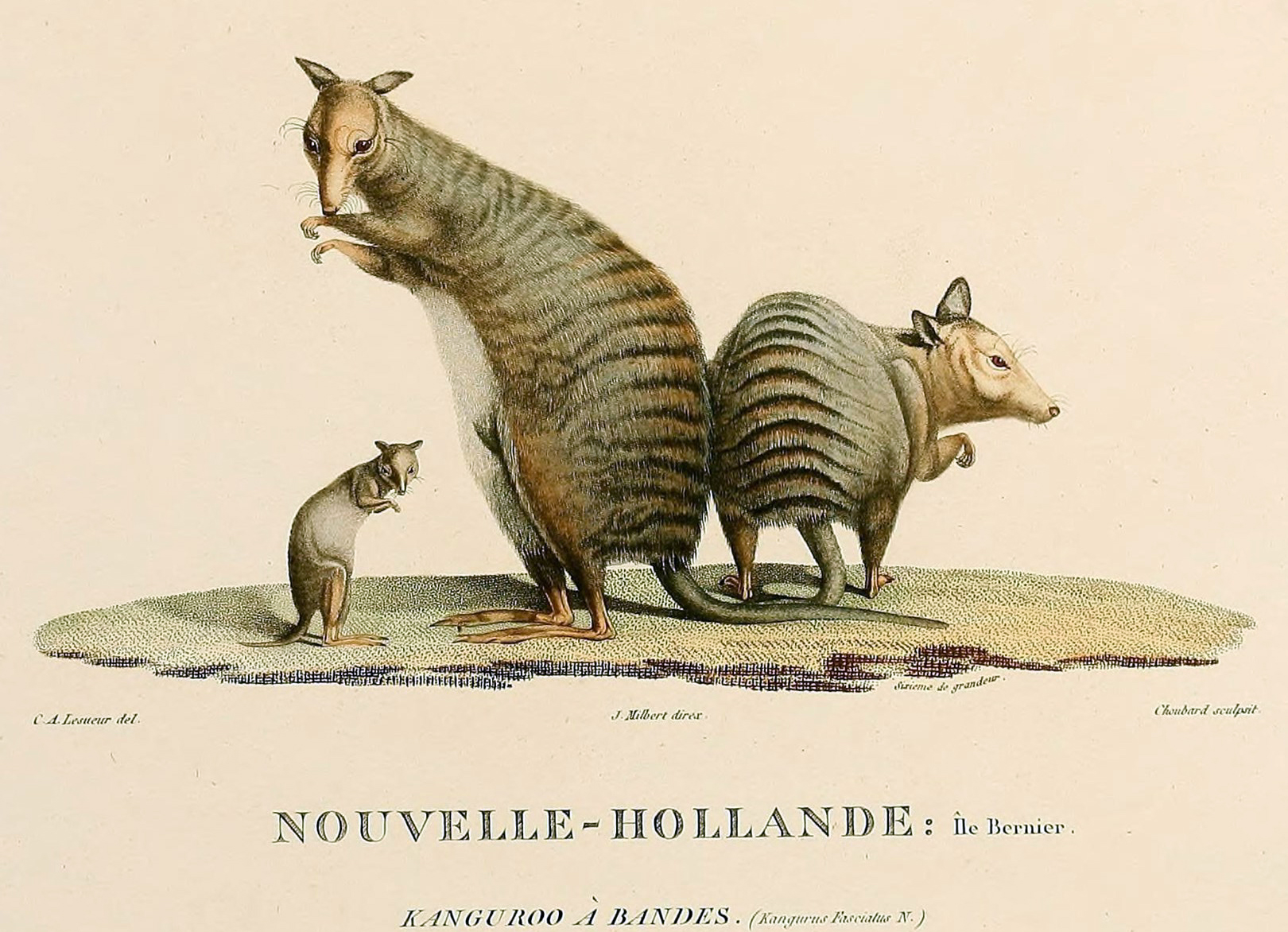
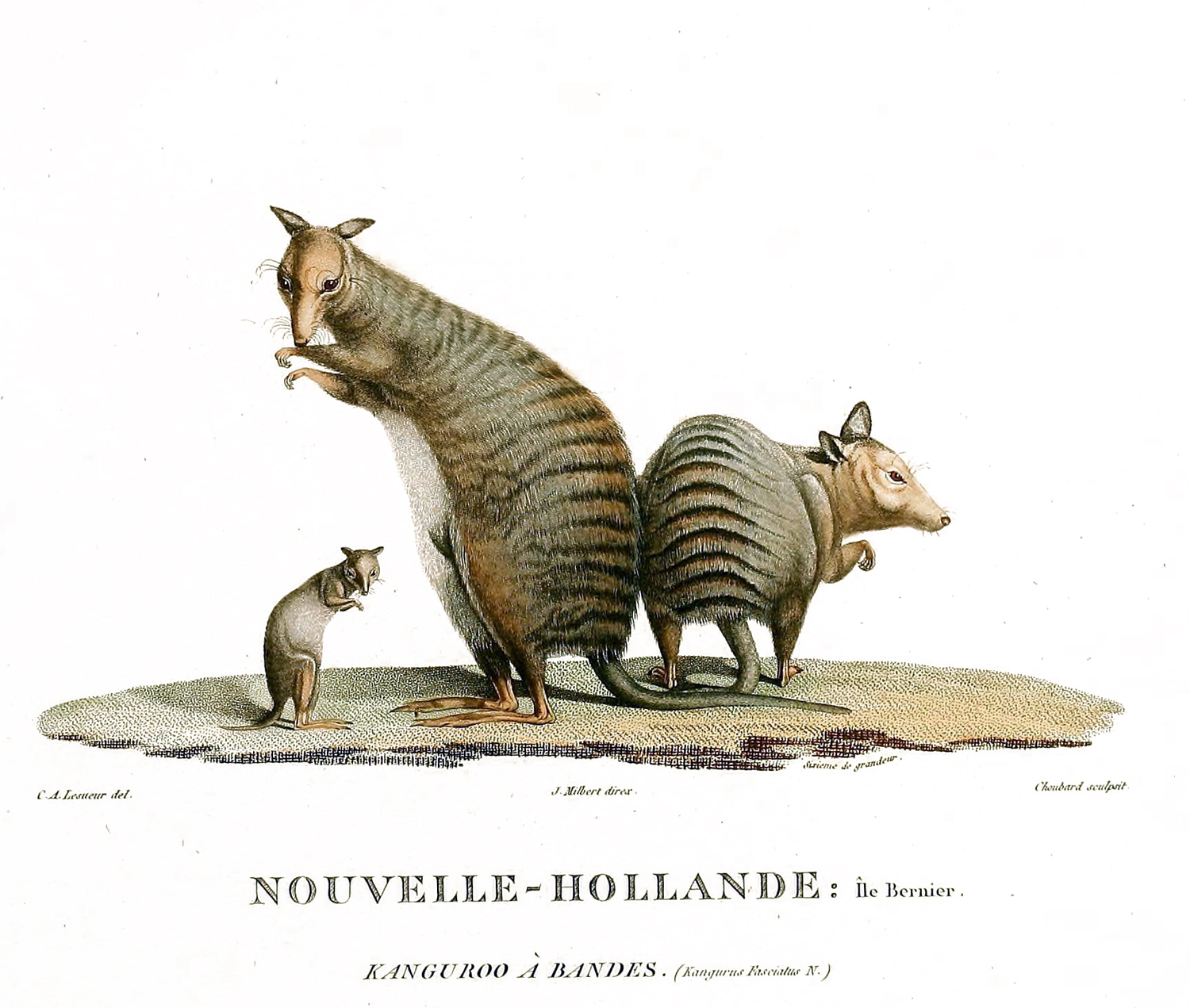